# Hot n Cold
"Hot n Cold" je píseň z alba One of the Boys americké popové zpěvačky Katy Perry. Píseň byla 9. září 2008 vydaná jako singl.

## Žebříček úspěšnosti

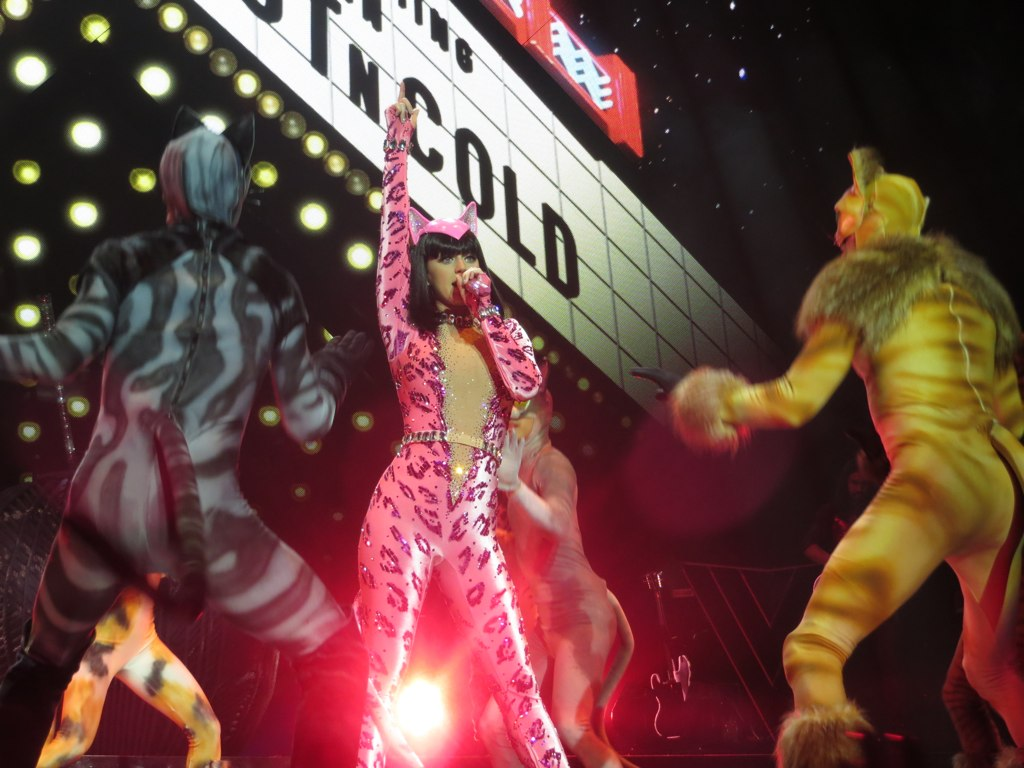
Perry při písni Hot n Cold během turné Prismatic World Tour

| Země                              | Pozice (2008) |
| --------------------------------- | ------------- |
| Austrálie (ARIA)                  | 4             |
| Česko (Rádio Top 100)             | 1             |
| Evropa (European Hot 100 Singles) | 1             |
| Francie (SNEP)                    | 2             |
| Itálie (FIMI)                     | 2             |
| Kanada (Canadian Hot 100)         | 1             |
| Německo (Official German Charts)  | 1             |
| Rakousko (Ö3 Austria Top 40)      | 1             |
| UK (Official Charts Company)      | 4             |
| US (Billboard Hot 100)            | 3             |